# Pont de la Pedra
|  | Aquest article tracta sobre el pont del municipi de La Coma i la Pedra. Vegeu-ne altres significats a «La Pedra». |

El pont de la Pedra és un pont que es troba al carretera de Sant Llorenç de Morunys a la Coma i la Pedra, dins el terme municipal de la Coma i la Pedra (Solsonès) i que permet travessar el Cardener.